# Franz Peter Hamm
Franz Peter Hamm (* 24. Juli 1872 in Koblenz; † 23. November 1935 in Trier) war ein deutscher katholischer Theologe und Priester.

## Leben
Nach dem Studium in Trier, Innsbruck, Breslau, Berlin, Erlangen und München und der Priesterweihe 1897 war er Kaplan bei St. Paulus (Trier). 1900 wurde er Pfarrer in Rhaunen und Pfarrverweser in Laufersweiler. 1903 wurde er studienhalber beurlaubt (Dr. theol. am 6. März 1907 in Breslau bei Hugo Laemmer und Dr. oec. publ. in München bei Lujo Brentano am 12. Mai 1905). 1907 wurde er Professor für Moraltheologie in Trier. Von 1919 bis 1923 war er Redakteur der Zeitschrift Pastor bonus. 1923 wurde er Vizeoffizial. 1933 trat er in den Ruhestand.

## Schriften (Auswahl)
- Die fränkische Hundertschaft und Markgenossenschaft auf dem Hundertsrück (Hunsrück). Trier 1905, OCLC 1072631511.
- Hunsrücker Wirtschaftsleben in der Feudalzeit. Mittelalterliche Epoche der Markgenossenschaft Rhaunen. Trier 1907, OCLC 313490963.
- Geschichte der Steuermoral in der Kirche. Trier 1907, OCLC 250118602.
- Die Schönheit der katholischen Moral. Vorträge zur Einführung in ihre Geschichte. München-Gladbach 1911, OCLC 250118171.